# Lista de vencedores dos principais prémios do futebol
Esta lista contém os vencedores dos principais prémios do futebol: Bola de Ouro (Melhor Jogador do Mundo), Prémio FIFA de Melhor Jogador do Mundo, Prémio UEFA de Melhor Jogador da Europa, Bota de Ouro (melhor marcador da Europa) e Golden Boy (melhor jogador jovem da Europa).

## História
A Bola de Ouro, criada em 1956 pela revista France Football, é o prémio mais antigo e de maior prestígio do futebol mundial. Distingue o melhor jogador do Mundo, sendo atribuído anualmente por um júri internacional constituído por críticos de futebol, com um representante de cada país do top-100 do ranking da FIFA. Até 1994 o prémio era reservado a jogadores europeus. De 2010 a 2015 a organização da Bola de Ouro foi conjunta entre a France Football e a FIFA. A partir de 2024 a organização é conjunta entre a France Football e a UEFA.
A Bota de Ouro foi criada em 1968, premiando o melhor marcador de todos os campeonatos nacionais da Europa. Desde 1997 o vencedor é apurado por um sistema de pontos, valorizando os golos marcados segundo o ranking da UEFA: nas ligas classificadas do 1º ao 5º lugares cada golo vale 2 pontos, nas ligas do 6º ao 22º lugares vale 1,5 pontos e nas restantes 1 ponto.
O Prémio de Melhor Jogador do Mundo foi criado pela FIFA em 1991. É atribuído por um júri constituído pelos seleccionadores e capitães de todas as selecções das federações membros da FIFA. Durante 6 edições, de 2010 a 2015, este prémio da FIFA foi objecto de fusão com a Bola de Ouro. Em 2016 a FIFA retomou a sua entrega como prémio autónomo.
Em 1998 a UEFA criou o Prémio UEFA de Melhor Jogador da Europa, atribuído por um júri internacional constituído por treinadores e críticos de futebol: os seleccionadores das selecções participantes no último Campeonato Europeu de Futebol, os treinadores dos clubes participantes nas fases de grupos da Liga dos Campeões e da Liga Europa e um crítico de futebol por cada País cuja federação é membro da UEFA. A partir de 2024 este prémio foi restringido ao melhor jogador da Liga dos Campeões.
Em 2003 foi criado o Golden Boy, o prémio atribuído ao melhor jogador jovem da Europa. Destina-se a jogadores menores de 21 anos e é atribuído por um júri internacional constituído por um crítico de futebol por cada País europeu.

## Vencedores por ano
| Ano  | Bola de Ouro                        | Prémio FIFA                      | Prémio UEFA                   | Bota de Ouro                            | Golden Boy                   |
| ---- | ----------------------------------- | -------------------------------- | ----------------------------- | --------------------------------------- | ---------------------------- |
| 1956 | Mattews (Blackpool)                 |                                  |                               |                                         |                              |
| 1957 | Di Stéfano (Real Madrid)            |                                  |                               |                                         |                              |
| 1958 | Kopa (Real Madrid)                  |                                  |                               |                                         |                              |
| 1959 | Di Stéfano (2) (Real Madrid)        |                                  |                               |                                         |                              |
| 1960 | Suárez (Barcelona)                  |                                  |                               |                                         |                              |
| 1961 | Sívori (Juventus)                   |                                  |                               |                                         |                              |
| 1962 | Masopust (Dukla Prague)             |                                  |                               |                                         |                              |
| 1963 | Yashin (Dínamo Moscovo)             |                                  |                               |                                         |                              |
| 1964 | Law (Manchester United)             |                                  |                               |                                         |                              |
| 1965 | Eusébio (Benfica)                   |                                  |                               |                                         |                              |
| 1966 | Charlton (Manchester United)        |                                  |                               |                                         |                              |
| 1967 | Albert (Ferencváros)                |                                  |                               |                                         |                              |
| 1968 | Best (Manchester United)            |                                  |                               | Eusébio (Benfica)                       |                              |
| 1969 | Rivera (AC Milan)                   |                                  |                               | Zhekov (CSKA Sofia)                     |                              |
| 1970 | Müller (Bayern Munique)             |                                  |                               | Müller (Bayern Munique)                 |                              |
| 1971 | Cruyff (Ajax)                       |                                  |                               | Skoblar (Marselha)                      |                              |
| 1972 | Beckenbauer (Bayern Munique)        |                                  |                               | Müller (2) (Bayern Munique)             |                              |
| 1973 | Cruyff (2) (Ajax)                   |                                  |                               | Eusébio (2) (Benfica)                   |                              |
| 1974 | Cruyff (3) (Ajax)                   |                                  |                               | Yazalde (Sporting)                      |                              |
| 1975 | Blokhin (Dínamo Kiev)               |                                  |                               | Georgescu (Dínamo Bucareste)            |                              |
| 1976 | Beckenbauer (2) (Bayern Munique)    |                                  |                               | Kaiafas (Omonia Nicosia)                |                              |
| 1977 | Allan Simonsen (B. Mönchengladbach) |                                  |                               | Georgescu (2) (Dínamo Bucareste)        |                              |
| 1978 | Keegan (Hamburgo)                   |                                  |                               | Krankl (Rapid Viena)                    |                              |
| 1979 | Keegan (2) (Hamburgo)               |                                  |                               | Kist (AZ Alkmaar)                       |                              |
| 1980 | Rummenigge (Bayern Munique)         |                                  |                               | Vandenbergh (Lierse)                    |                              |
| 1981 | Rummenigge (2) (Bayern Munique)     |                                  |                               | Slavkov (Botev Plovdiv)                 |                              |
| 1982 | Rossi (Juventus)                    |                                  |                               | Kieft (Ajax)                            |                              |
| 1983 | Platini (Juventus)                  |                                  |                               | Gomes (FC Porto)                        |                              |
| 1984 | Platini (2) (Juventus)              |                                  |                               | Rush (Liverpool)                        |                              |
| 1985 | Platini (3) (Juventus)              |                                  |                               | Gomes (2) (FC Porto)                    |                              |
| 1986 | Belanov (Dínamo Moscovo)            |                                  |                               | Van Basten (AC Milan)                   |                              |
| 1987 | Ruud Gullit (AC Milan)              |                                  |                               | Polster (Austria Viena)                 |                              |
| 1988 | Van Basten (AC Milan)               |                                  |                               | Çolak (Galatasaray)                     |                              |
| 1989 | Van Basten (2) (AC Milan)           |                                  |                               | Mateut (Dínamo Bucareste)               |                              |
| 1990 | Matthäus (Inter de Milão)           |                                  |                               | Stoichkov Sánchez (Real Madrid / Sofia) |                              |
| 1991 | Papin (Marselha)                    | Matthäus (Inter de Milão)        |                               | Pancev (Estrela Vermelha)               |                              |
| 1992 | Van Basten (3) (AC Milan)           | Van Basten (AC Milan)            |                               | McCoist (Rangers)                       |                              |
| 1993 | Baggio (Juventus)                   | Baggio (Juventus)                |                               | McCoist (2) (Rangers)                   |                              |
| 1994 | Stoichkov (Barcelona)               | Romário (Barcelona)              |                               | Taylor (Porthmadog)                     |                              |
| 1995 | Weah (AC Milan)                     | Weah (AC Milan)                  |                               | Avetisyan (Homenetmen)                  |                              |
| 1996 | Sammer (Borussia Dortmund)          | Ronaldo (Barcelona)              |                               | Endeladze (Margveti)                    |                              |
| 1997 | Ronaldo (Inter de Milão)            | Ronaldo (2) (Inter de Milão)     |                               | Ronaldo (Inter de Milão)                |                              |
| 1998 | Zidane (Juventus)                   | Zidane (Juventus)                | Ronaldo (Inter de Milão)      | Machlas (Vitesse)                       |                              |
| 1999 | Rivaldo (Barcelona)                 | Rivaldo (Barcelona)              | Beckam (Manchester United)    | Jardel (FC Porto)                       |                              |
| 2000 | Figo (Barcelona)                    | Zidane (2) (Juventus)            | Redondo (Real Madrid)         | Phillips (Real Madrid)                  |                              |
| 2001 | Owen (Liverpool)                    | Figo (Real Madrid)               | Effenberg (Bayern Munique)    | Larsson (Celtic)                        |                              |
| 2002 | Ronaldo (2) (Real Madrid)           | Ronaldo (3) (Real Madrid)        | Zidane (Real Madrid)          | Jardel (2) (Sporting)                   |                              |
| 2003 | Nedved (Juventus)                   | Zidane (3) (Real Madrid)         | Buffon (Juventus)             | Makaay (Deportivo La Coruña)            | Van Der Vaart (Ajax)         |
| 2004 | Shevchenko (AC Milan)               | Ronaldinho (Barcelona)           | Deco (FC Porto)               | Henry (Arsenal)                         | Rooney (Everton)             |
| 2005 | Ronaldinho (Barcelona)              | Ronaldinho (2) (Barcelona)       | Gerrard (Liverpool)           | Henry (2) Forlán (Arsenal / Villarreal) | Messi (Barcelona)            |
| 2006 | Cannavaro (Juventus)                | Cannavaro (Juventus)             | Ronaldinho (Barcelona)        | Toni (Fiorentina)                       | Fàbregas (Arsenal)           |
| 2007 | Kaká (AC Milan)                     | Kaká (AC Milan)                  | Kaká (AC Milan)               | Totti (Roma)                            | Agüero (Atlético Madrid)     |
| 2008 | Ronaldo (Manchester United)         | Ronaldo (Manchester United)      | Ronaldo (Manchester United)   | Ronaldo (Manchester United)             | Anderson (Manchester United) |
| 2009 | Messi (Barcelona)                   | Messi (Barcelona)                | Messi (Barcelona)             | Forlán (2) (Atlético Madrid)            | Pato (AC Milan)              |
| 2010 | Messi (2) (Barcelona)               | Messi (2) (Barcelona)            | Milito (Inter de Milão)       | Messi (Barcelona)                       | Balotelli (Inter de Milão)   |
| 2011 | Messi (3) (Barcelona)               | Messi (3) (Barcelona)            | Messi (2) (Barcelona)         | Ronaldo (2) (Real Madrid)               | Götze (Borussia Dortmund)    |
| 2012 | Messi (4) (Barcelona)               | Messi (4) (Barcelona)            | Iniesta (Barcelona)           | Messi (2) (Barcelona)                   | Isco (Málaga)                |
| 2013 | Ronaldo (2) (Real Madrid)           | Ronaldo (2) (Real Madrid)        | Ribéry (Bayern Munique)       | Messi (3) (Barcelona)                   | Pogba (Juventus)             |
| 2014 | Ronaldo (3) (Real Madrid)           | Ronaldo (3) (Real Madrid)        | Ronaldo (2) (Real Madrid)     | Ronaldo (3) Suárez (Real / Liverpool)   | Sterling (Liverpool)         |
| 2015 | Messi (5) (Barcelona)               | Messi (5) (Barcelona)            | Messi (3) (Barcelona)         | Ronaldo (4) (Real Madrid)               | Martial (Mónaco)             |
| 2016 | Ronaldo (4) (Real Madrid)           | Ronaldo (2) (Real Madrid)        | Ronaldo (3) (Real Madrid)     | Suárez (2) (Barcelona)                  | Sanches (Benfica)            |
| 2017 | Ronaldo (5) (Real Madrid)           | Ronaldo (3) (Real Madrid)        | Ronaldo (4) (Real Madrid)     | Messi (4) (Barcelona)                   | Mbappé (Mónaco)              |
| 2018 | Modric (Real Madrid)                | Modric (Real Madrid)             | Modric (Real Madrid)          | Messi (5) (Barcelona)                   | De Ligt (Ajax)               |
| 2019 | Messi (6) (Barcelona)               | Messi (2) (Barcelona)            | Van Dijk (Liverpool)          | Messi (6) (Barcelona)                   | Félix (Benfica)              |
| 2020 | –                                   | Lewandowski (Bayern Munique)     | Lewandowski (Bayern Munique)  | Immobile (Lazio)                        | Haaland (Borussia Dortmund)  |
| 2021 | Messi (7) (Barcelona)               | Lewandowski (2) (Bayern Munique) | Jorginho (Chelsea)            | Lewandowski (Bayern Munique)            | Pedri (Barcelona)            |
| 2022 | Benzema (Real Madrid)               | Messi (3) (Paris Saint-Germain)  | Benzema (Real Madrid)         | Lewandowski (2) (Bayern Munique)        | Gavi (Barcelona)             |
| 2023 | Messi (8) (Paris Saint-Germain)     | Messi (4) (Paris Saint-Germain)  | Haaland (Man. City)           | Haaland (Man. City)                     | Bellingham (Real Madrid)     |
| 2024 | Rodri (Manchester City)             | Vinícius Júnior (Real Madrid)    | Vinícius Júnior (Real Madrid) | Harry Kane (Tottenham)                  | Lamine Yamal (Barcelona)     |

## Vencedores por carreira
| Nº  | Jogador              | P  | Carreira  | Clube                      |   |   |   |   |   | Total | Títulos                                                        |
| --- | -------------------- | -- | --------- | -------------------------- | - | - | - | - | - | ----- | -------------------------------------------------------------- |
| 1º  | Lionel Messi (37)    | AV | 2003      | Barcelona                  | 8 | 4 | 3 | 6 | 1 | 22    | Campeonato do Mundo · Liga dos Campeões · Copa América         |
| 2º  | C. Ronaldo (40)      | AV | 2001      | Man. United Real Madrid    | 5 | 3 | 4 | 4 | – | 16    | Campeonato da Europa · Liga dos Campeões · Liga das Nações     |
| 3º  | Van Basten (60)      | AV | 1982–1993 | AC Milan                   | 3 | 1 | – | 1 | – | 5     | Campeonato da Europa · Liga dos Campeões                       |
| 4º  | Cruijff              | AV | 1964–1984 | Ajax                       | 3 | – | – | – | – | 3     | Liga dos Campeões                                              |
| –   | Platini (69)         | AV | 1972–1987 | Juventus                   | 3 | – | – | – | – | 3     | Campeonato da Europa · Liga dos Campeões                       |
| 6º  | Ronaldo (48)         | AV | 1993–2011 | Barcelona Inter de Milão   | 2 | 3 | 1 | 1 | – | 7     | Campeonato do Mundo · Copa América                             |
| 7º  | Di Stéfano           | AV | 1945–1966 | Real Madrid                | 2 | – | – | – | – | 2     | Liga dos Campeões · Copa América                               |
| –   | Beckenbauer          | DE | 1964–1983 | B. Munique                 | 2 | – | – | – | – | 2     | Campeonato do Mundo · Campeonato da Europa · Liga dos Campeões |
| –   | Keegan (74)          | AV | 1968–1985 | Hamburgo                   | 2 | – | – | – | – | 2     | Liga dos Campeões                                              |
| –   | Rummenigge (69)      | AV | 1974–1989 | B. Munique                 | 2 | – | – | – | – | 2     | Campeonato da Europa · Liga dos Campeões                       |
| 11º | Zidane (52)          | ME | 1989–2006 | Juventus                   | 1 | 3 | 1 | – | – | 5     | Campeonato do Mundo · Campeonato da Europa · Liga dos Campeões |
| 12º | Ronaldinho (45)      | ME | 1998–2015 | Barcelona                  | 1 | 2 | 1 | – | – | 4     | Campeonato do Mundo · Liga dos Campeões · Copa América         |
| 13º | Kaká (42)            | ME | 2001–2014 | AC Milan                   | 1 | 1 | 1 | – | – | 3     | Campeonato do Mundo · Liga dos Campeões                        |
| –   | Modric (39)          | ME | 2003      | Real Madrid                | 1 | 1 | 1 | – | – | 3     | Liga dos Campeões                                              |
| 15º | Matthäus (64)        | ME | 1979–2000 | Inter de Milão             | 1 | 1 | – | – | – | 2     | Campeonato do Mundo · Campeonato da Europa                     |
| –   | R. Baggio (58)       | AV | 1982–2004 | Juventus                   | 1 | 1 | – | – | – | 2     |                                                                |
| –   | G. Weah (58)         | AV | 1985–2003 | AC Milan                   | 1 | 1 | – | – | – | 2     |                                                                |
| –   | Rivaldo (52)         | AV | 1991–2015 | Barcelona                  | 1 | 1 | – | – | – | 2     | Campeonato do Mundo · Liga dos Campeões · Copa América         |
| –   | Luís Figo (52)       | ME | 1989–2009 | Barcelona Real Madrid      | 1 | 1 | – | – | – | 2     | Liga dos Campeões                                              |
| –   | Cannavaro (51)       | DE | 1992–2011 | Juventus                   | 1 | 1 | – | – | – | 2     | Campeonato do Mundo                                            |
| 21º | Benzema (37)         | AV | 2004      | Real Madrid                | 1 | – | 1 | – | – | 2     | Liga dos Campeões · Liga das Nações                            |
| 22º | Eusébio              | AV | 1957–1980 | Benfica                    | 1 | – | – | 2 | – | 3     | Liga dos Campeões                                              |
| –   | Gerd Müller          | AV | 1963–1981 | B. Munique                 | 1 | – | – | 2 | – | 3     | Campeonato do Mundo · Campeonato da Europa · Liga dos Campeões |
| 24º | Stoichkov (59)       | AV | 1982–2003 | Real Madrid Barcelona      | 1 | – | – | 1 | – | 2     | Liga dos Campeões                                              |
| 25º | Matthews             | AV | 1932–1965 | Blackpool                  | 1 | – | – | – | – | 1     |                                                                |
| –   | Kopa                 | ME | 1949–1967 | Real Madrid                | 1 | – | – | – | – | 1     | Liga dos Campeões                                              |
| –   | Suárez               | ME | 1953–1973 | Barcelona                  | 1 | – | – | – | – | 1     | Campeonato da Europa · Liga dos Campeões                       |
| –   | Sívori               | AV | 1954–1969 | Juventus                   | 1 | – | – | – | – | 1     | Copa América                                                   |
| –   | Masopust             | ME | 1950–1970 | Dukla Prague               | 1 | – | – | – | – | 1     |                                                                |
| –   | Lev Yashin           | GR | 1950–1970 | Dínamo Moscovo             | 1 | – | – | – | – | 1     | Campeonato da Europa                                           |
| –   | Denis Law (85)       | AV | 1956–1974 | Man. United                | 1 | – | – | – | – | 1     | Liga dos Campeões                                              |
| –   | B. Charlton          | AV | 1955–1980 | Man. United                | 1 | – | – | – | – | 1     | Campeonato do Mundo · Liga dos Campeões                        |
| –   | Albert               | AV | 1958–1974 | Ferencváros                | 1 | – | – | – | – | 1     |                                                                |
| –   | George Best          | ME | 1963–1984 | Man. United                | 1 | – | – | – | – | 1     | Liga dos Campeões                                              |
| –   | Rivera (81)          | ME | 1959–1979 | AC Milan                   | 1 | – | – | – | – | 1     | Campeonato da Europa · Liga dos Campeões                       |
| –   | Blokhin (72)         | AV | 1969–1990 | Dínamo Kiev                | 1 | – | – | – | – | 1     |                                                                |
| –   | Simonsen (72)        | AV | 1971–1989 | B. Mönchen.                | 1 | – | – | – | – | 1     |                                                                |
| –   | Paolo Rossi          | AV | 1973–1987 | Juventus                   | 1 | – | – | – | – | 1     | Campeonato do Mundo · Liga dos Campeões                        |
| –   | Belanov (64)         | AV | 1979–1997 | Dínamo Moscovo             | 1 | – | – | – | – | 1     |                                                                |
| –   | Ruud Gullit (62)     | ME | 1979–1998 | AC Milan                   | 1 | – | – | – | – | 1     | Campeonato da Europa · Liga dos Campeões                       |
| –   | Papin (61)           | AV | 1984–2001 | Marselha                   | 1 | – | – | – | – | 1     | Liga dos Campeões                                              |
| –   | Sammer (57)          | ME | 1985–1998 | B. Dortmund                | 1 | – | – | – | – | 1     | Campeonato da Europa · Liga dos Campeões                       |
| –   | Owen (45)            | AV | 1996–2013 | Liverpool                  | 1 | – | – | – | – | 1     |                                                                |
| –   | Nedved (52)          | ME | 1990–2009 | Juventus                   | 1 | – | – | – | – | 1     |                                                                |
| –   | Shevchenko (48)      | AV | 1993–2012 | AC Milan                   | 1 | – | – | – | – | 1     | Liga dos Campeões                                              |
| –   | Rodri (28)           | MC | 2015      | Man. City                  | 1 | – | – | – | – | 1     | Campeonato da Europa · Liga dos Campeões · Liga das Nações     |
| 47º | Lewandowski (36)     | AV | 2005      | B. Munique                 | – | 2 | 1 | 2 | – | 5     | Liga dos Campeões                                              |
| 48º | Vinícius Júnior (24) | AV | 2019      | Real Madrid                | – | 1 | 1 | - | – | 2     | Liga dos Campeões                                              |
| 49º | Romário (59)         | AV | 1985–2009 | Barcelona                  | – | 1 | – | – | – | 1     | Campeonato do Mundo · Copa América                             |
| 50º | Haaland (24)         | AV | 2017      | Man. City B. Dortmund      | – | – | 1 | 1 | 1 | 3     | Liga dos Campeões                                              |
| 51º | Beckham (49)         | ME | 1992–2013 | Man. United                | – | – | 1 | – | – | 1     | Liga dos Campeões                                              |
| –   | Redondo (55)         | ME | 1985–2004 | Real Madrid                | – | – | 1 | – | – | 1     | Liga dos Campeões · Copa América                               |
| –   | Effenberg (56)       | ME | 1987–2004 | B. Munique                 | – | – | 1 | – | – | 1     | Liga dos Campeões                                              |
| –   | Buffon (47)          | GR | 1995      | Juventus                   | – | – | 1 | – | – | 1     | Campeonato do Mundo                                            |
| –   | Deco (47)            | ME | 1996–2013 | Barcelona                  | – | – | 1 | – | – | 1     | Liga dos Campeões                                              |
| –   | Gerrard (44)         | ME | 1998–2016 | Liverpool                  | – | – | 1 | – | – | 1     | Liga dos Campeões                                              |
| –   | Milito (45)          | AV | 1999–2016 | Inter de Milão             | – | – | 1 | – | – | 1     | Liga dos Campeões                                              |
| –   | Iniesta (40)         | ME | 2001      | Barcelona                  | – | – | 1 | – | – | 1     | Campeonato do Mundo · Campeonato da Europa · Liga dos Campeões |
| –   | Ribéry (42)          | ME | 2000–2022 | B. Munique                 | – | – | 1 | – | – | 1     | Liga dos Campeões                                              |
| –   | Van Dijk (33)        | DE | 2011      | Liverpool                  | – | – | 1 | – | – | 1     | Liga dos Campeões                                              |
| –   | Jorginho (33)        | ME | 2010      | Chelsea                    | – | – | 1 | – | – | 1     | Campeonato da Europa · Liga dos Campeões                       |
| 62º | Georgescu (74)       | AV | 1969–1988 | D. Bucareste               | – | – | – | 2 | – | 2     |                                                                |
| –   | F. Gomes             | AV | 1974–1991 | FC Porto                   | – | – | – | 2 | – | 2     | Liga dos Campeões                                              |
| –   | McCoist (62)         | AV | 1979–2001 | Rangers                    | – | – | – | 2 | – | 2     |                                                                |
| –   | Jardel (51)          | AV | 1991–2011 | FC Porto Sporting          | – | – | – | 2 | – | 2     |                                                                |
| –   | Forlán (45)          | AV | 1997–2018 | Villarreal Atlético Madrid | – | – | – | 2 | – | 2     | Copa América                                                   |
| –   | L. Suárez (38)       | AV | 2005      | Liverpool Barcelona        | – | – | – | 2 | – | 2     | Liga dos Campeões · Copa América                               |
| 68º | Zhekov (80)          | AV | 1962–1975 | CSKA Sofia                 | – | – | – | 1 | – | 1     |                                                                |
| –   | Skoblar (84)         | AV | 1958–1977 | Marselha                   | – | – | – | 1 | – | 1     |                                                                |
| –   | Yazalde              | AV | 1962–1981 | Sporting                   | – | – | – | 1 | – | 1     |                                                                |
| –   | Kaiafas (75)         | AV | 1967–1984 | Omonia                     | – | – | – | 1 | – | 1     |                                                                |
| –   | Krankl (72)          | AV | 1970–1989 | Rapid Viena                | – | – | – | 1 | – | 1     |                                                                |
| –   | Kist (72)            | AV | 1970–1987 | AZ Alkmaar                 | – | – | – | 1 | – | 1     |                                                                |
| –   | Vandenbergh (66)     | AV | 1976–1995 | Lierse                     | – | – | – | 1 | – | 1     |                                                                |
| –   | Slavkov              | AV | 1976–1993 | Botev Plovdiv              | – | – | – | 1 | – | 1     |                                                                |
| –   | Kieft (62)           | AV | 1979–1994 | Ajax                       | – | – | – | 1 | – | 1     | Campeonato da Europa · Liga dos Campeões                       |
| –   | Ian Rush (63)        | AV | 1978–2000 | Liverpool                  | – | – | – | 1 | – | 1     | Liga dos Campeões                                              |
| –   | Polster (61)         | AV | 1982–2000 | Austria Viena              | – | – | – | 1 | – | 1     |                                                                |
| –   | Çolak (61)           | AV | 1982–1994 | Galatasaray                | – | – | – | 1 | – | 1     |                                                                |
| –   | Mateut (59)          | ME | 1981–1996 | D. Bucareste               | – | – | – | 1 | – | 1     |                                                                |
| –   | Sánchez (66)         | AV | 1976–1997 | Real Madrid                | – | – | – | 1 | – | 1     |                                                                |
| –   | Pancev (59)          | AV | 1983–1997 | Est. Vermelha              | – | – | – | 1 | – | 1     | Liga dos Campeões                                              |
| –   | Taylor (59)          | AV | 1992–2009 | Porthmadog                 | – | – | – | 1 | – | 1     |                                                                |
| –   | Avetisyan (51)       | AV | 1990–2011 | Homenetmen                 | – | – | – | 1 | – | 1     |                                                                |
| –   | Endeladze (59)       | AV | 1988–2010 | Margveti                   | – | – | – | 1 | – | 1     |                                                                |
| –   | Machlas (51)         | AV | 1990–2008 | Vitesse                    | – | – | – | 1 | – | 1     |                                                                |
| –   | Phillips (51)        | AV | 1991–2014 | Sunderland                 | – | – | – | 1 | – | 1     |                                                                |
| –   | Larsson (53)         | AV | 1988–2013 | Celtic                     | – | – | – | 1 | – | 1     | Liga dos Campeões                                              |
| –   | Roy Makaay (50)      | AV | 1993–2010 | DL Coruña                  | – | – | – | 1 | – | 1     |                                                                |
| –   | Luca Toni (47)       | AV | 1994–2016 | Fiorentina                 | – | – | – | 1 | – | 1     | Campeonato do Mundo                                            |
| –   | Totti (48)           | AV | 1992–2017 | Roma                       | – | – | – | 1 | – | 1     | Campeonato do Mundo                                            |
| –   | Immobile (35)        | AV | 2009      | Lazio                      | – | – | – | 1 | – | 1     | Campeonato da Europa                                           |
| –   | Harry Kane (31)      | AV | 2009      | Tottenham                  | – | – | – | 1 | – | 1     |                                                                |
| 94º | Van Der Vaart (42)   | ME | 2000–2018 | Ajax                       | – | – | – | – | 1 | 1     |                                                                |
| –   | Rooney (39)          | AV | 2002–2021 | Everton                    | – | – | – | – | 1 | 1     | Liga dos Campeões                                              |
| –   | Fábregas (37)        | ME | 2003      | Arsenal                    | – | – | – | – | 1 | 1     | Campeonato do Mundo · Campeonato da Europa                     |
| –   | Agüero (36)          | AV | 2003      | Atlético Madrid            | – | – | – | – | 1 | 1     | Copa América                                                   |
| –   | Anderson (37)        | ME | 2004–2019 | Man. United                | – | – | – | – | 1 | 1     | Liga dos Campeões · Copa América                               |
| –   | Pato (35)            | AV | 2006      | AC Milan                   | – | – | – | – | 1 | 1     |                                                                |
| –   | Balotelli (34)       | AV | 2006      | Inter de Milão             | – | – | – | – | 1 | 1     | Liga dos Campeões                                              |
| –   | Mario Götze (32)     | ME | 2009      | B. Dortmund                | – | – | – | – | 1 | 1     | Campeonato do Mundo                                            |
| –   | Isco (32)            | ME | 2009      | Málaga                     | – | – | – | – | 1 | 1     | Liga dos Campeões                                              |
| –   | Paul Pogba (32)      | ME | 2011      | Juventus                   | – | – | – | – | 1 | 1     | Campeonato do Mundo · Liga das Nações                          |
| –   | Sterling (30)        | ME | 2012      | Liverpool                  | – | – | – | – | 1 | 1     |                                                                |
| –   | Martial (29)         | AV | 2012      | Mónaco                     | – | – | – | – | 1 | 1     | Liga das Nações                                                |
| –   | R. Sanches (27)      | ME | 2014      | Benfica                    | – | – | – | – | 1 | 1     | Campeonato da Europa                                           |
| –   | Mbappé (26)          | AV | 2015      | Mónaco                     | – | – | – | – | 1 | 1     | Campeonato do Mundo · Liga das Nações                          |
| –   | De Ligt (25)         | DE | 2016      | Ajax                       | – | – | – | – | 1 | 1     |                                                                |
| –   | João Félix (25)      | AV | 2016      | Benfica                    | – | – | – | – | 1 | 1     | Liga das Nações                                                |
| –   | Pedri (22)           | ME | 2019      | Barcelona                  | – | – | – | – | 1 | 1     |                                                                |
| –   | Gavi (20)            | ME | 2021      | Barcelona                  | – | – | – | – | 1 | 1     |                                                                |
| –   | Bellingham (21)      | ME | 2019      | B. Dortmund                | – | – | – | – | 1 | 1     |                                                                |
| –   | Lamine Yamal (17)    | ME | 2023      | Barcelona                  | – | – | – | – | 1 | 1     |                                                                |

## Palmarés institucional

### Países
| Nº  | País             |   |   |   |   |   | Total |
| --- | ---------------- | - | - | - | - | - | ----- |
| 1º  | Argentina        | 8 | 4 | 5 | 7 | 2 | 26    |
| 2º  | Portugal         | 7 | 4 | 5 | 8 | 2 | 26    |
| 3º  | França           | 7 | 3 | 3 | 2 | 3 | 18    |
| 4º  | Holanda          | 7 | 1 | 1 | 4 | 2 | 15    |
| 5º  | Alemanha         | 7 | 1 | 1 | 2 | 1 | 12    |
| 6º  | Brasil           | 5 | 9 | 4 | 3 | 2 | 23    |
| 7º  | Itália           | 5 | 1 | 2 | 3 | 1 | 12    |
| 8º  | Inglaterra       | 5 | – | 2 | 2 | 3 | 12    |
| 9º  | Espanha          | 4 | – | 1 | – | 5 | 10    |
| 10º | União Soviética  | 3 | – | – | – | – | 3     |
| 11º | Bulgária         | 2 | – | – | 3 | – | 5     |
| –   | República Checa  | 2 | – | – | – | – | 2     |
| 13º | Croácia          | 1 | 1 | 1 | – | – | 3     |
| 14º | Libéria          | 1 | 1 | – | – | – | 2     |
| 15º | Escócia          | 1 | – | – | 2 | – | 3     |
| 16º | Irlanda do Norte | 1 | – | – | – | – | 1     |
| –   | Dinamarca        | 1 | – | – | – | – | 1     |
| –   | Ucrânia          | 1 | – | – | – | – | 1     |
| 19º | Polónia          | – | 2 | 1 | 2 | – | 5     |
| 20º | Noruega          | – | – | 1 | 1 | 1 | 3     |
| 21º | Uruguai          | – | – | – | 4 | – | 4     |
| 22º | Roménia          | – | – | – | 3 | – | 3     |
| 23º | Áustria          | – | – | – | 2 | – | 2     |
| –   | Gales            | – | – | – | 2 | – | 2     |
| –   | Jugoslávia       | – | – | – | 2 | – | 2     |
| 26º | Chipre           | – | – | – | 1 | – | 1     |
| –   | Bélgica          | – | – | – | 1 | – | 1     |
| –   | Turquia          | – | – | – | 1 | – | 1     |
| –   | México           | – | – | – | 1 | – | 1     |
| –   | Arménia          | – | – | – | 1 | – | 1     |
| –   | Geórgia          | – | – | – | 1 | – | 1     |
| –   | Grécia           | – | – | – | 1 | – | 1     |

### Clubes
| Nº  | Clube                |    |   |   |   |   | Total |
| --- | -------------------- | -- | - | - | - | - | ----- |
| 1º  | Barcelona            | 12 | 7 | 5 | 7 | 3 | 34    |
| 2º  | Real Madrid          | 10 | 6 | 7 | 5 | – | 28    |
| 3º  | Juventus             | 9  | 4 | 1 | 5 | 1 | 20    |
| 4º  | AC Milan             | 8  | 3 | 1 | 1 | 1 | 14    |
| 5º  | Bayern de Munique    | 5  | 2 | 3 | 4 | – | 14    |
| 6º  | Manchester United    | 4  | 1 | 2 | 1 | 1 | 9     |
| 7º  | Ajax                 | 3  | – | – | 1 | 2 | 6     |
| 8º  | Inter de Milão       | 2  | 2 | 2 | 1 | 1 | 8     |
| 9º  | Dínamo de Moscovo    | 2  | – | – | – | – | 2     |
| 10º | Hamburgo             | 2  | – | – | – | – | 2     |
| 11º | Paris Saint-Germain  | 1  | 2 | – | – | – | 3     |
| 12º | Liverpool            | 1  | – | 2 | 2 | 1 | 6     |
| 13º | Benfica              | 1  | – | – | 2 | 2 | 5     |
| 14º | Borussia de Dortmund | 1  | – | – | 1 | 3 | 5     |
| 15º | Manchester City      | 1  | – | 1 | 1 | – | 3     |
| 16º | Marselha             | 1  | – | – | 1 | – | 2     |
| 17º | Blackpool            | 1  | – | – | – | – | 1     |
| –   | Dukla Prague         | 1  | – | – | – | – | 1     |
| –   | Ferencváros          | 1  | – | – | – | – | 1     |
| –   | Dínamo de Kiev       | 1  | – | – | – | – | 1     |
| –   | B. Mönchengladbach   | 1  | – | – | – | – | 1     |
| 22º | FC Porto             | –  | – | 1 | 3 | – | 4     |
| 23º | Chelsea              | –  | – | 1 | – | – | 1     |
| 24º | Dínamo de Bucareste  | –  | – | – | 3 | – | 3     |
| 25º | Arsenal              | –  | – | – | 2 | 1 | 3     |
| 26º | CSKA Sofia           | –  | – | – | 2 | – | 2     |
| –   | Rangers              | –  | – | – | 2 | – | 2     |
| –   | Sporting             | –  | – | – | 2 | – | 2     |
| 29º | Atlético de Madrid   | –  | – | – | 1 | 1 | 2     |
| 30º | Omonia Nicósia       | –  | – | – | 1 | – | 1     |
| –   | Rapid de Viena       | –  | – | – | 1 | – | 1     |
| –   | AZ Alkmaar           | –  | – | – | 1 | – | 1     |
| –   | Lierse               | –  | – | – | 1 | – | 1     |
| –   | Botev Plovdiv        | –  | – | – | 1 | – | 1     |
| –   | Áustria de Viena     | –  | – | – | 1 | – | 1     |
| –   | Galatasaray          | –  | – | – | 1 | – | 1     |
| –   | Estrela Vermelha     | –  | – | – | 1 | – | 1     |
| -   | Porthmadog           | –  | – | – | 1 | – | 1     |
| –   | Homenetmen           | –  | – | – | 1 | – | 1     |
| –   | Margveti             | –  | – | – | 1 | – | 1     |
| –   | Vitesse              | –  | – | – | 1 | – | 1     |
| –   | Celtic               | –  | – | – | 1 | – | 1     |
| –   | Deportivo La Coruña  | –  | – | – | 1 | – | 1     |
| –   | Villarreal           | –  | – | – | 1 | – | 1     |
| –   | Fiorentina           | –  | – | – | 1 | – | 1     |
| –   | Roma                 | –  | – | – | 1 | – | 1     |
| –   | Lazio                | –  | – | – | 1 | – | 1     |
| 48º | Mónaco               | –  | – | – | – | 2 | 2     |
| 49º | Everton              | –  | – | – | – | 1 | 1     |
| –   | Málaga               | –  | – | – | – | 1 | 1     |

### Ligas
| Nº  | Liga            |    |    |    |    |   | Total |
| --- | --------------- | -- | -- | -- | -- | - | ----- |
| 1º  | Espanha         | 22 | 14 | 13 | 15 | 6 | 70    |
| 2º  | Itália          | 19 | 9  | 5  | 10 | 3 | 46    |
| 3º  | Alemanha        | 9  | 2  | 3  | 5  | 3 | 22    |
| 4º  | Inglaterra      | 7  | 1  | 5  | 7  | 4 | 24    |
| 5º  | Holanda         | 3  | –  | –  | 2  | 2 | 7     |
| 6º  | União Soviética | 3  | –  | –  | –  | – | 3     |
| 7º  | França          | 2  | 2  | –  | 1  | 2 | 7     |
| 8º  | Portugal        | 1  | –  | 1  | 7  | 2 | 11    |
| 9º  | Hungria         | 1  | –  | –  | 3  | – | 4     |
| 10º | República Checa | 1  | –  | –  | –  | – | 1     |
| 11º | Roménia         | –  | –  | –  | 3  | – | 3     |
| –   | Bulgária        | –  | –  | –  | 3  | – | 3     |
| –   | Escócia         | –  | –  | –  | 3  | – | 3     |
| 14º | Áustria         | –  | –  | –  | 2  | – | 2     |
| 15º | Chipre          | –  | –  | –  | 1  | – | 1     |
| –   | Bélgica         | –  | –  | –  | 1  | – | 1     |
| –   | Turquia         | –  | –  | –  | 1  | – | 1     |
| –   | Sérvia          | –  | –  | –  | 1  | – | 1     |
| –   | Gales           | –  | –  | –  | 1  | – | 1     |
| –   | Arménia         | –  | –  | –  | 1  | – | 1     |
| –   | Geórgia         | –  | –  | –  | 1  | – | 1     |

## Prémios Honorários
Criada em 1989 a Super Bola de Ouro destina-se a homenagear o melhor jogador entre os vencedores da Bola de Ouro num determinado período de tempo (30 anos no caso da 1.ª e única edição até ao momento). A Bola de Ouro Honorária destina-se a homenagear futebolistas não vencedores da Bola de Ouro mas com extraordinários serviços ao futebol. A Bola de Ouro Internacional decorre da revisão do palmarés da Bola de Ouro operada pela organização em 2016, com futebolistas a serem retroactivamente reconhecidos de forma honorária como merecedores da Bola de Ouro caso o prémio não fosse restrito a jogadores europeus conforme sucedeu até 1994. Não foram retirados os prémios originais.          

### Super Bola de Ouro
| Jogador    | P  | Carreira  | Clube       |      |
| ---------- | -- | --------- | ----------- | ---- |
| Di Stéfano | AV | 1945–1966 | Real Madrid | 1989 |

### Bola de Ouro Honorária
| Jogador        | P  | Carreira  | Clube   |      |
| -------------- | -- | --------- | ------- | ---- |
| Diego Maradona | AV | 1976–1997 | Nápoles | 1995 |
| Pelé           | AV | 1956–1977 | Santos  | 2013 |

### Bola de Ouro Internacional
| Jogador           | P  | Carreira  | Clube     |      |
| ----------------- | -- | --------- | --------- | ---- |
| Pelé              | AV | 1956–1977 | Santos    | 1958 |
| Pelé              | AV | 1956–1977 | Santos    | 1959 |
| Pelé              | AV | 1956–1977 | Santos    | 1960 |
| Pelé              | AV | 1956–1977 | Santos    | 1961 |
| Mané Garrincha    | AV | 1953–1972 | Botafogo  | 1962 |
| Pelé              | AV | 1956–1977 | Santos    | 1963 |
| Pelé              | AV | 1956–1977 | Santos    | 1964 |
| Pelé              | AV | 1956–1977 | Santos    | 1970 |
| Mario Kempes (70) | AV | 1953–1972 | Valência  | 1978 |
| Diego Maradona    | AV | 1976–1997 | Nápoles   | 1986 |
| Diego Maradona    | AV | 1976–1997 | Nápoles   | 1990 |
| Romário (59)      | AV | 1985–2009 | Barcelona | 1994 |